# Historia del chiismo
El chiismo es la segunda rama del islam, en número de seguidores, después del sunismo. Los chiíes se adhieren a las enseñanzas de Mahoma y a la guía religiosa de su familia (a la cual se denomina Ahl al-Bayt) o sus descendientes denominados como Imamíes. La línea de parentesco de Mahoma continúa sólo a través de su hija Fátima Zahra y su primo Alí quienes junto con los nietos de Mahoma son los Ahl al-Bayt. Así los chiíes consideran a los descendientes de Mahoma la verdadera fuente de guía mientras que consideran a los tres primeros califas como un hecho histórico y no como algo ligado a la fe. El chiismo, como el sunismo, ha estado a veces dividido en numerosas ramas; sin embargo, tan sólo tres de ellas poseen en la actualidad un número significativo de seguidores y cada una ha seguido su trayectoria por separado.
Desde el punto de vista político, la historia del chiismo está formada de varias partes. La primera es la aparición del chiismo tras la muerte de Mahoma en 632 y llega hasta la Batalla de Kerbala en 680. Esta parte coincide con el Imamá de Alí, Hasán ibn Alí y Husayn. La segunda parte es la diferenciación del chiismo como una rama separada de la comunidad islámica en oposición al califa suní. Esta parte empieza después de la batalla de Kerbala y dura hasta la formación de los estados chiíes sobre el año 900. Durante este periodo el chiismo se divide en varias ramas. La tercera parte es el periodo de los estados chiíes. El primer estado chií fue la dinastía Idrisí (780-974) en el Magreb. Después los Alavidas (864-928) establecidos en Mazandarán (Tabaristán), en el norte de Irán. Estas dinastías eran locales pero fueron seguidas por dos dinastía poderosas: el Califato Fatimí formado en Ifriqiya en 909, que gobernó sobre zonas del Magreb, Egipto y el Levante hasta 1171 y la dinastía búyida, que surgió en Daylaman, norte de Irán sobre 930 y gobernó sobre el centro y el oeste de Irán e Irak hasta 1048. En Yemen los Imanes (normalmente zaidíes) de varias dinastías establecieron una estructura política que sobrevivió desde 897 hasta 1962.

## De Saqifa a Kerbala

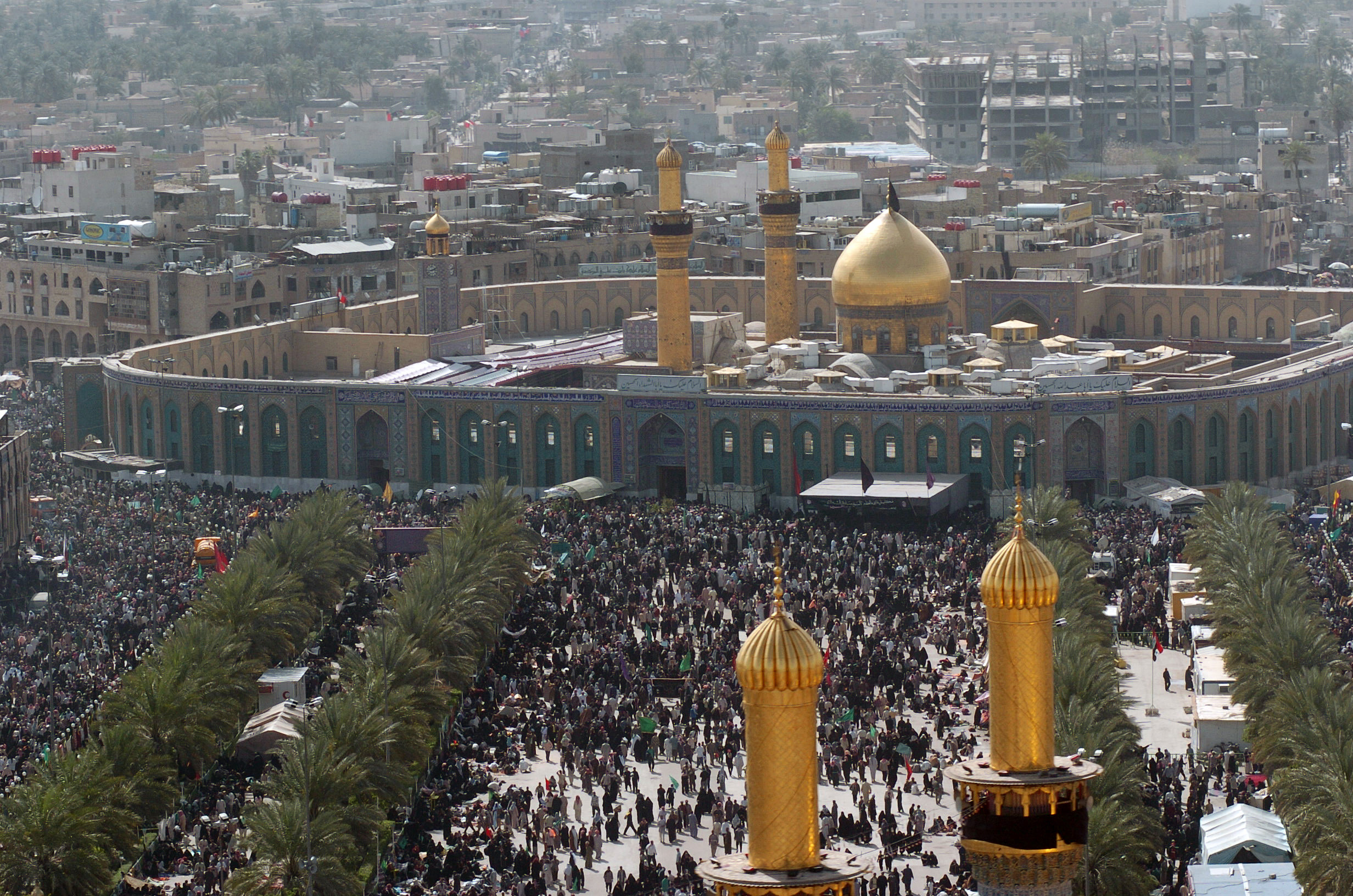
Mezquita del Imán Hussein.

Mahoma empezó a predicar el islam en La Meca antes de emigrar a Medina, donde unió a las tribus de Arabia en un solo estado religioso arabomusulmán. Con la muerte de Mahoma en 632, llegaron los desacuerdos sobre quien le debía suceder como líder de la comunidad islámica. Mientras Alí ibn Abi Talib y el resto de su familia estaban lavando el cuerpo para su entierro, los líderes tribales de Meca y Medina celebraron una reunión secreta en Saqifa para decidir quién debería suceder a Mahoma como líder del Estado Islámico, sin tener en cuenta que el profeta Mahoma había nombrado a Alí como su sucesor en Ghadir al-Khumm. Umar ibn al-Khattab, un compañero de Mahoma, llamado Abu Bakr fue aceptado como primer califa tras un rechazo inicial.
Los primeros compañeros de Mahoma discutieron tal nombramiento señalando que Alí fue designado el sucesor. Según los registros suníes, Mahoma murió sin indicar sucesor alguno y debido a la necesidad de liderazgo, se reunieron para votar al primer califa. Los registros chiíes difieren indicando que Mahoma nombró Alí sucesor en numerosas ocasiones, incluyendo en su lecho de muerte. Alí fue apoyado por la familia de Mahoma y por la mayoría de los Muhajirun, los primeros musulmanes y se le opusieron los líderes tribales de Arabia que fueron los enemigos iniciales de Mahoma, incluyendo los Banu Ummaya. La elección de Abu Bakr fue seguida de un ataque a la casa de Alí liderado por Umar y Khalid ibn al-Walid.
La sucesión de Mahoma es un tema espinoso en la actualidad. Los musulmanes se acabaron dividiendo en dos ramas basadas en su actitud política respecto al tema, el cual forma la primera barrera teológica entre las dos ramas mayores del islam: el sunismo y el chiismo, con los últimos siguiendo a Alí como sucesor de Mahoma. Los dos grupos tampoco concuerdan en la actitud de Alí respecto a Abu Bakr y los dos califas que el sucedieron (Omar) y Uthman.
Los suníes tienden a subrayar la aceptación y apoyo de Alí a su liderazgo mientras que los chiíes indican que se distanció de ellos y que se dedicó a mantener el deber religioso que Mahoma le encomendó. Los suníes indican que si Alí hubiera sido el verdadero sucesor ordenado por Dios Mismo, habría tenido la oportunidad como líder de la comunidad islámica de luchar contra los primeros califas hasta establecer su decreto. Los chiíes, sin embargo, dicen que Alí no combatió contra ellos, en primer lugar, por no tener el ejército necesario y porque decidió no hacerlo porque habría causa una guerra civil entre los musulmanes, que eran todavía una comunidad creciente dentro del mundo árabe.